# 南常真武庙
南常真武庙是一座古建筑，建于清，位于山西省晋中市平遥县段村镇南常村，供奉真武大帝。
1982年10月10日，南常真武庙公布为平遥县文物保护单位。